# Original Net Animation
Az Original Net Animation (ONA vagy főként Japánban Webanime, esetleg Original Net Anime) olyan anime, amelyet kimondottan interneten való megjelenésre készítenek. Az internetes közlés után televízióban is bemutathatják. Az elnevezés az Original Video Animationből származik, olyan animék elnevezéséből, amelyeket elsősorban nem televízióban való bemutatásra, hanem valamilyen adathordozón való forgalmazásra készítenek az 1980-as évektől.
Az első ONA-k rajongói alkotások vagy független művek voltak, azonban az internet egy új lehetőséget adott az animeipar számára is a filmek terjesztésére, s ezt a médiamegosztó oldalak növekvő száma is jelzi Japánban. Az egyik legelső nagyobb stúdió, amely ONA-t tett közzé az Anime International Company volt a Mahó Júgi sorozattal 2001-ben.
Az új animék növekvő számú előzetesei és bemutató epizódjai ONA-ként jelennek meg. Példaként megemlíthetők a Pokémon: The Mastermind of Mirage Pokémon vagy a Megumi animációs filmek.
Az ONA-epizódok általában lényegesen rövidebbek a hagyományos animék epizódjainál: míg utóbbi rendszerint 20-25 perces, addig egy ONA-epizód csak néhány perces. Az ezredforduló óta számos ONA-sorozat jelent meg, ismertebb címek a Hetalia: Tengelyhatalmak és a Szuzumija Haruhi.